# Hugo Patt
Hugo Patt – belizeński polityk, członek Zjednoczonej Partii Demokratycznej, poseł z okręgu Corozal North oraz wiceminister rolnictwa i zasobów naturalnych.

## Życiorys
Związał się ze Zjednoczoną Partią Demokratyczną i z jej ramienia kandydował do parlamentu.
7 marca 2012 został członkiem Izby Reprezentantów z okręgu Corozal North, w którym pokonał przedstawiciela PUP: Valdemara Castillo, zdobywając 2673 głosów (stosunek głosów: 51,88% do 47,83%).
Pięć dni później premier Dean Barrow powołał go do swojego drugiego rządu na stanowisko wiceministra rolnictwa i zasobów naturalnych.